# Niederleis
Niederleis ist eine Gemeinde mit 927 Einwohnern (Stand 1. Jänner 2025) im Bezirk Mistelbach in Niederösterreich.

## Geografie
Niederleis liegt im Weinviertel in Niederösterreich am Südostrand der Leiser Berge, am Südhang des Buschberges. Der von Au kommende kleine Taschlbach durchfließt den ganzen Ort und bildet nach seiner Vereinigung mit anderen Bächen bei Kleinsitzendorf den (großen) Taschlbach.
Die Fläche der Gemeinde umfasst 19,52 Quadratkilometer. Davon sind 77 Prozent landwirtschaftliche Nutzfläche, 14 Prozent der Fläche sind bewaldet.

### Gemeindegliederung
Das Gemeindegebiet umfasst folgende vier Ortschaften (in Klammern Einwohnerzahl Stand 1. Jänner 2025):
- Helfens (69)
- Kleinsitzendorf (27)
- Niederleis (688) samt Birkensiedlung
- Nodendorf (143)

Die Gemeinde besteht aus den Katastralgemeinden Helfens, Kleinsitzendorf, Niederleis und Nodendorf.

### Nachbargemeinden
|                 | Gnadendorf                                  | Asparn an der Zaya |
| Ernstbrunn (KO) | Kompassrose, die auf Nachbargemeinden zeigt | Ladendorf          |
|                 | Großrußbach (KO)                            |                    |

## Geschichte
Der Ort wurde von deutschen Siedlern aus Franken im 11. Jahrhundert gegründet. Sie brachten auch die "Dreifelderwirtschaft" in diese Gegend (Winterfeld, Sommerfeld, Brache). Der Ortsname taucht aber erst später in einigen Urkunden auf.
Der Ortsname stammt aus dem Slawischen (letzter Stand der Ortsnamensforschung). „Lysa“ bedeutet „kahle Stelle“ und dürfte sich auf die Umgebung des Ortsgebietes beziehen.
In den letzten Tagen des Zweiten Weltkrieges, zwischen 20. und 21. April 1945, wurde Niederleis Schauplatz heftiger und wechselvoller Kämpfe zwischen Truppen der Wehrmacht und der Roten Armee, bei denen 11 Zivilisten ums Leben kamen und 37 Gebäude durch Brand zerstört sowie drei Brücken gesprengt wurden.

### Nodendorf
Der Ort Nodendorf wurde erstmals zwischen 1120 und 1130 als „Gnanendorf“ (Herrschaftssitz) erwähnt. Im Ort befand sich eine Herrschaftsmühle (Heiligenkreuz), deren Standort mit der Hausnummer 11 (Mühle mit angeschlossener Schmiede) lokalisiert werden konnte. Am Ortsende gegen Süden stand bis in die Zwanzigerjahre ein Ziegelofen (2 Gebäude sind noch erhalten).
Die 1928 anstelle einer Holzkapelle errichtete Ortskapelle im Ortszentrum von Nodendorf trägt den Namen der Mutter Gottes. Sie wurde am 16. September 1928 geweiht.
Im Norden der Ortschaft erhebt sich ein mächtiger Tafelberg, der Oberleiser Berg mit 457 m.
Bis zum Jahre 1971 hatte Nodendorf eine eigene Feuerwehr.
Durch den Ort zieht sich die Laaer Straße (B6), auf der, bedingt durch den Fall des „Eisernen Vorhanges“, in den letzten Jahren stark steigender Verkehr festzustellen ist.

### Helfens
Helfens ist die südlichste Katastralgemeinde und wurde 1150 als „de helphansdorf“ (Dorf des helphan) erstmals urkundlich erwähnt. Bis 1924 stand am Waldrand östlich der Ortschaft eine Holzkapelle, 1926 wurde dann ein Steinbau, die heutige Ortskapelle, errichtet.
Am südlichen Ortsende stand die „Vogelsang-Mühle“.
Seit 1951 hat Helfens eine Freiwillige Feuerwehr. Ein weiteres „modernes“ Wahrzeichen des Ortes sind die Windkraftanlagen des Windparks Hipples, wovon sich eine auf Helfenser Gebiet befindet.

### Kleinsitzendorf
Mit acht Häusern stellt Kleinsitzendorf die kleinste Katastralgemeinde dar.
Die erste urkundliche Erwähnung geht auf das Jahr 1380 zurück. Damals ist von „siczendorf“ (Dorf des Sizzo) die Rede.
Im Ort befand sich bis 1945 eine Herrschaftsmühle (Sinzendorfer), die nach dem Zweiten Weltkrieg abgetragen wurde.
Geprägt wird das Ortsbild vom durchfließenden Taschlbach und von der Kapelle, eigentlich einem Glockenturm, die durch Neutrassierungen der Bundesstraße 40 bereits zweimal den Standort wechseln musste.

### Einwohnerentwicklung
| Niederleis: Einwohnerzahlen von 1869 bis 2025       | Niederleis: Einwohnerzahlen von 1869 bis 2025 | Niederleis: Einwohnerzahlen von 1869 bis 2025 | Niederleis: Einwohnerzahlen von 1869 bis 2025 | Niederleis: Einwohnerzahlen von 1869 bis 2025 |
| --------------------------------------------------- | --------------------------------------------- | --------------------------------------------- | --------------------------------------------- | --------------------------------------------- |
| Jahr                                                |                                               |                                               |                                               | Einwohner                                     |
| 1869                                                | 1869                                          |                                               | 979                                           | 979                                           |
| 1880                                                | 1880                                          |                                               | 1.090                                         | 1.090                                         |
| 1890                                                | 1890                                          |                                               | 1.083                                         | 1.083                                         |
| 1900                                                | 1900                                          |                                               | 1.161                                         | 1.161                                         |
| 1910                                                | 1910                                          |                                               | 1.178                                         | 1.178                                         |
| 1923                                                | 1923                                          |                                               | 1.147                                         | 1.147                                         |
| 1934                                                | 1934                                          |                                               | 1.086                                         | 1.086                                         |
| 1939                                                | 1939                                          |                                               | 998                                           | 998                                           |
| 1951                                                | 1951                                          |                                               | 944                                           | 944                                           |
| 1961                                                | 1961                                          |                                               | 822                                           | 822                                           |
| 1971                                                | 1971                                          |                                               | 762                                           | 762                                           |
| 1981                                                | 1981                                          |                                               | 665                                           | 665                                           |
| 1991                                                | 1991                                          |                                               | 722                                           | 722                                           |
| 2001                                                | 2001                                          |                                               | 766                                           | 766                                           |
| 2011                                                | 2011                                          |                                               | 830                                           | 830                                           |
| 2021                                                | 2021                                          |                                               | 898                                           | 898                                           |
| 2025                                                | 2025                                          |                                               | 927                                           | 927                                           |
| Quelle(n): Statistik Austria, Gebietsstand 1.1.2021 |                                               |                                               |                                               |                                               |

## Kultur und Sehenswürdigkeiten

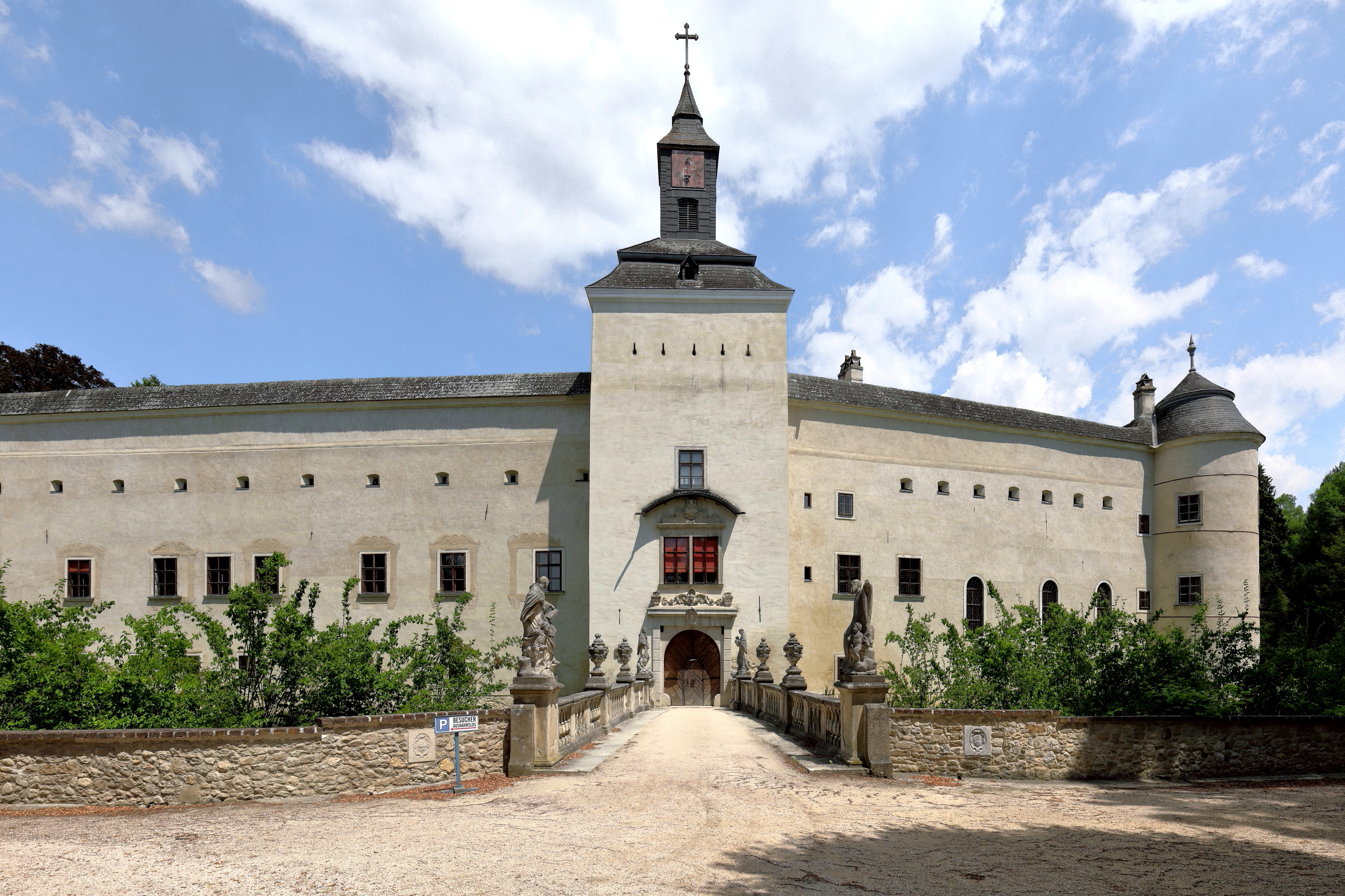
Schloss Niederleis

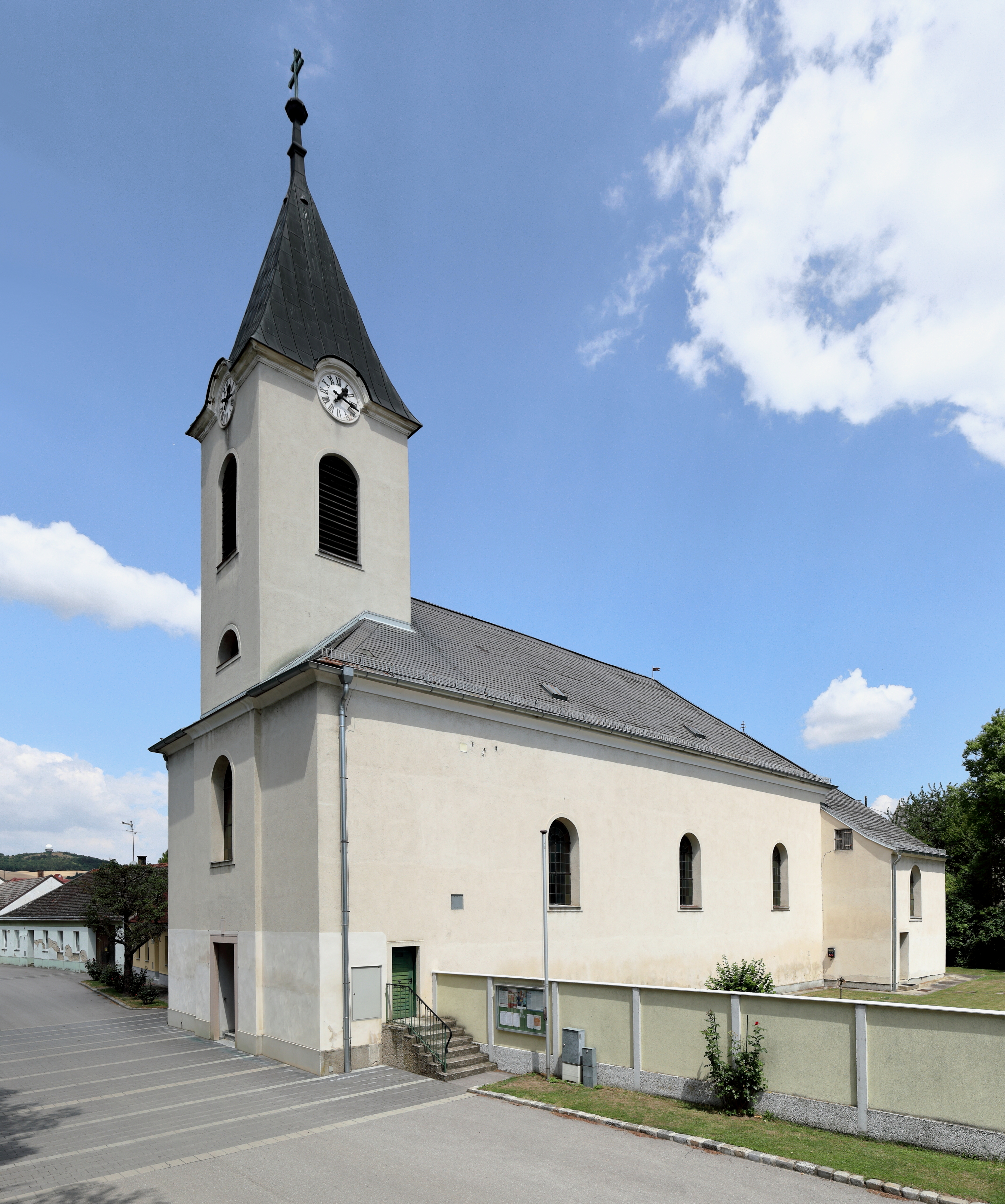
Pfarrkirche Niederleis

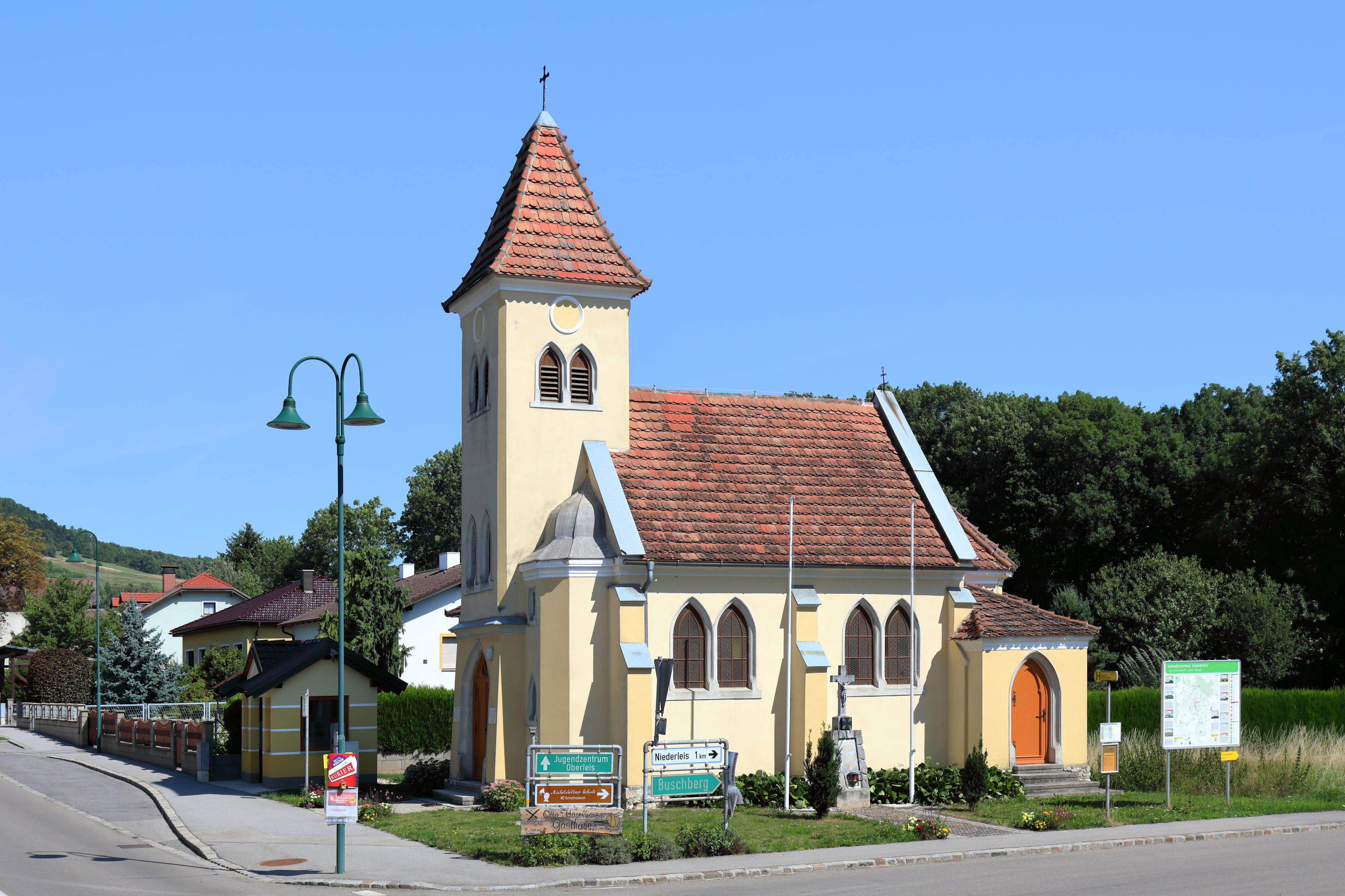
Ortskapelle Nodendorf

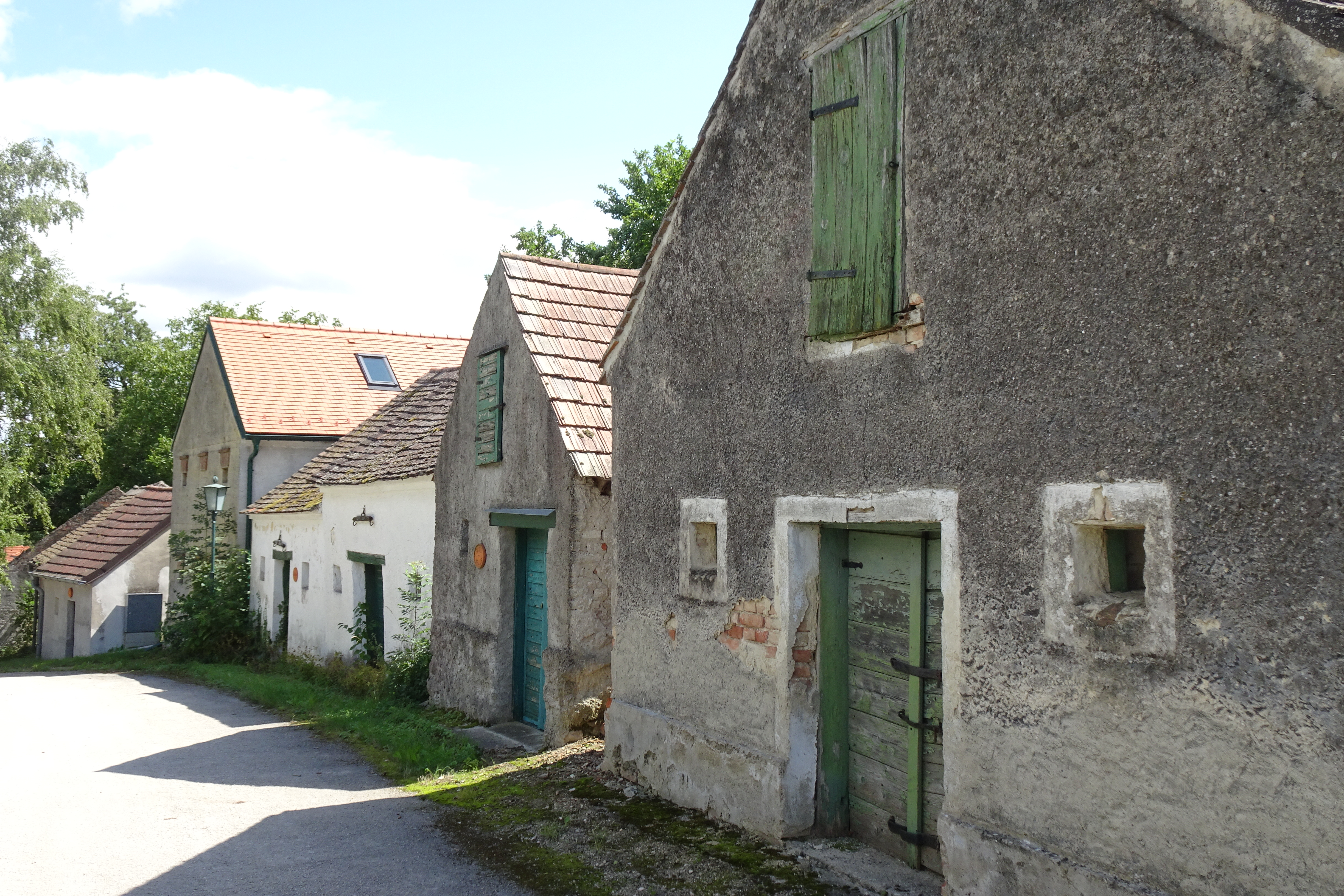
Die Kellergasse im Südwesten des Ortes (beim Kindergarten)

### Bauwerke
- Schloss Niederleis[6]: Die erste urkundliche Erwähnung erfolgte 1310, der heutige Bau stammt aus dem 16. Jahrhundert. Die Herren von Leis (Lizze) werden bereits zur Zeit der ersten Babenberger mehrfach erwähnt, jedoch befand sich bei Scheibbs ein gleichnamiger Ort. In der ersten Hälfte des 15. Jahrhunderts könnten die Polheimer und die Fritzendorfer Grundherren gewesen sein, Ende des Jahrhunderts Wolfgang von Ludmannsdorf, danach splittete sich der Besitz auf. Im Dreißigjährigen Krieg gelangte die Herrschaft an die Familien Breunner und Lobkowitz. Im 17. Jahrhundert war das Schloss im Besitz des Stiftes Heiligenkreuz, in dieser Zeit gab es bedeutende bauliche Veränderungen. Abt Michael Schnabel erwarb das Gut 1651. Die Kaisersteinbrucher Steinmetzmeister arbeiteten hier und fertigten Kaiserstein-Werkstücke im Schloss. Im Stiftsarchiv befinden sich einige Rechnungen der Jahre 1655–1657, die Brüder Ambrosius und Giorgio Regondi betreffend.[7] 1867 erwarb Graf Maximilian von Wallis die Herrschaft. Unter dessen Sohn, Graf Josef Wallis, der den Besitz 1882 übernommen hatte, erlebte das Schloss eine späte Blütezeit. Er war ein Freund des Grafen Wilczek, der als Erbauer von Kreuzenstein bekannt ist und wie dieser ein großer Kunstmäzen und -sammler. 1928 erbte seine Nichte Anna Schaffgotsch Schloss und Gut Niederleis, in deren Familie es sich seither befindet. Viele Kunstschätze, wie wertvolle deutsche und italienische Möbel, kostbare spanische Ledertapeten oder flämische Wandteppiche warten auf die Besucher. Prunkstück der Sammlung ist ein großes Kreuz über dem spanischen Barockaltar in der Schlosskapelle. Es stammt aus dem 14. Jahrhundert und wird der Schule Giottos zugeschrieben. Die Inneneinrichtung stammt aus dem 19. Jahrhundert. 1968 waren Schloss und Park Hauptdrehorte für Moos auf den Steinen, jenen Kinofilm, der heute von der Filmwissenschaft als erste Arbeit des Neuen Österreichischen Films erachtet wird.[8]
- Katholische Pfarrkirche Niederleis Mariä Himmelfahrt: Die erste Pfarrkirche (spätgotischer Baustil) stand am Weg von Niederleis nach Kleinsitzendorf, im sogenannten Kirchenfriedhof, außerhalb des Ortes. Im Jahre 1809 brannte die Kirche (Maria im Felde) ab und wurde nicht wieder aufgebaut. Hingegen wurde in den Jahren 1810 bis 1814 die heutige Kirche im Ort anstelle der Dorfkapelle erbaut. Sie ist ein schlichter Saalbau im klassizistischen Stil und wurde im Jahre 1814 von Fürsterzbischof Anton Sigismund von Hohenwart zu Gerlachstein eingeweiht. Die Kirche ist Mariä Himmelfahrt geweiht. Im Jahr 2010 feierte die Pfarre das 875-Jahr-Jubiläum ihrer Gründung. Gleichzeitig wurde die Innenrenovierung abgeschlossen. 2013 wurde der Platz vor der Pfarrkirche neu gestaltet und gepflastert. Am 15. August 2014 feierte die Pfarrgemeinde das 200-Jahr-Jubiläum der Errichtung der Pfarrkirche Maria Himmelfahrt mit einem Festgottesdienst. Anlässlich der 150. Wiederkehr des Krieges gegen die Preußen und in Erinnerung an die Errichtung der Cholerakapelle im Süden von Niederleis, wurde die renovierte Kapelle im Mai 2016 von Dechant Walter Pischtiak gesegnet.
- Heimatmuseum Niederleis: Das Heimatmuseum besteht seit dem Jahre 1977 und dokumentiert auf einer Fläche von 180 m² die Ortsgeschichte. Eine Besichtigung ist jederzeit gegen Voranmeldung möglich.

### Natur
Zahlreiche Wanderwege führen durch den 45 km² großen Naturpark Leiser Berge. Auf dem Buschberg, mit 491 m höchste Erhebung des Weinviertels, befindet sich die Buschberghütte des Österreichischen Alpenvereins (erbaut 1937). Auf dem Oberleiser Berg steht der 1970 errichtete Aussichtsturm Oberleis, in dessen Erdgeschoß seit 1986 die Ausstellung 6000 Jahre Wohnberg Oberleis zu sehen ist.

## Wirtschaft und Infrastruktur
In Niederleis befanden sich sechs Mühlen (Proske-, Schuster-, Danninger-, Krisch-, Schierer- und Hohenfellner-Mühle).
Nichtlandwirtschaftliche Arbeitsstätten gab es im Jahr 2001 27, land- und forstwirtschaftliche Betriebe nach der Erhebung 1999 32. Die Zahl der Erwerbstätigen am Wohnort betrug nach der Volkszählung 2001 351. Die Erwerbsquote lag 2001 bei 47,12 Prozent.

### Öffentliche Einrichtungen
In Niederleis befindet sich eine Volksschule. Seit dem Jahre 1975 gibt es einen Kindergarten (1 Gruppe).  Im Jahre 2020 wurde in der Hauptstraße ein neuer zweigruppiger Kindergarten errichtet.

## Politik

### Gemeinderat
| Der Gemeinderat hat 15 Mitglieder. - Mit den Gemeinderatswahlen in Niederösterreich 1990 hatte der Gemeinderat folgende Verteilung: 8 SPÖ und 7 ÖVP. - Mit den Gemeinderatswahlen in Niederösterreich 1995 hatte der Gemeinderat folgende Verteilung: 12 SPÖ und 3 ÖVP. - Mit den Gemeinderatswahlen in Niederösterreich 2000 hatte der Gemeinderat folgende Verteilung: 11 SPÖ und 4 ÖVP. - Mit den Gemeinderatswahlen in Niederösterreich 2005 hatte der Gemeinderat folgende Verteilung: 10 SPÖ und 5 ÖVP. - Mit den Gemeinderatswahlen in Niederösterreich 2010 hatte der Gemeinderat folgende Verteilung: 8 ÖVP und 7 SPÖ. - Mit den Gemeinderatswahlen in Niederösterreich 2015 hatte der Gemeinderat folgende Verteilung: 10 ÖVP und 5 SPÖ. - Mit den Gemeinderatswahlen in Niederösterreich 2020 hat der Gemeinderat folgende Verteilung: 11 ÖVP und 4 SPÖ. | Die zur Anzeige dieser Grafik verwendete Erweiterung wurde dauerhaft deaktiviert. Wir arbeiten aktuell daran, diese und weitere betroffene Grafiken auf ein neues Format umzustellen. (Mehr dazu) |

### Bürgermeister
- 1945–1950 Rudolf Fickl
- 1950–1970 Josef Meissl (ÖVP)
- 1970–1987 Engelbert Rötzer (ÖVP)
- 1987–1990 Alois Meissl (ÖVP)
- 1990–2009 Josef Lipp (SPÖ)
- 2009–2010 Ludwig Forcher (SPÖ)
- 2010–2022 Leopold Rötzer (ÖVP)[16]
- seit 2022 Klaus Mantler (ÖVP)[17]

### Wappen
Das Wappen wurde der Gemeinde am 30. Juni 2001 verliehen.
Blasonierung: Durch eine silberne Leiste gespalten, vorne in Grün vier silberne heraldische Lilien, zwei und zwei schrägrechts gestellt, hinten in Rot ein aufgerichteter bekrönter goldener Greif, einen goldenen Stein in den Pranken haltend.

„Die Elemente des Wappens haben folgende Bedeutung: der grüne Grund steht für die Landwirtschaft und den Naturpark – 4 silberne heraldische Lilien symbolisieren die 4 Kirchen in unseren Katastralgemeinden – der bekrönte goldene Greif auf rotem Grund stammt aus dem Wappen der Familie Schaffgotsch, die in Niederleis seit 1928 ansässig ist – und die silberne Leiste in der Mitte steht für den Taschlbach, der hierorts entspringt und bei Mistelbach in die Zaya mündet“